# Charles Duvivier de Streel
Charles Du Vivier de Streel, né à Liège le 5 novembre 1799 et mort le 1er février 1863 , est un prêtre, écrivain, poète et professeur belge, également connu pour avoir joué un rôle dans la participation liégeoise à la Révolution belge de 1830.

## Biographie
Membre de la famille Du Vivier, Charles-Ernest-Emmanuel Du Vivier de Streel naît alors que la principauté de Liège a été annexée à la Première République française depuis quatre ans. Le début de sa vie d'adulte se passe sous le régime du Royaume uni des Pays-Bas, il fait notamment ses études à Verviers, puis au petit Séminaire à Namur. Il est ordonné prêtre catholique dans le diocèse de Liège en 1823, professeur de grammaire au petit séminaire de Liège et curé de l'église Saint-Jean l'Évangéliste à Liège. En 1834, il devient également pasteur de cette paroisse. En 1841, son titre de noblesse est reconnu et, le 18 janvier 1859, il reçoit de Léopold Ier le titre de chevalier, réversible à ses neveux (Louis et Jules) par droit de progéniture. 

### Vie politique
Du Vivier fut également actif politiquement, manifestant clairement son hostilité au régime « hollandais » du Royaume uni des Pays-Bas. En 1823, il fonde un journal anti-gouvernemental Le Conservateur belge. En 1830, il fait partie des insurgés liégeois et participe, dans le quartier de Sainte-Walburge, à la prise du convoi de renfort de l'armée néerlandaise visant à ravitailler la citadelle de Liège, assiégée par la Garde urbaine liégeoise. Pour cela, il a reçu la croix de fer en 1835.

## Œuvres
À la suite du chanteur populaire parisien Pierre-Jean de Béranger, il écrit des poèmes folkloriques. Le plus célèbre est Li Pantalon trawé (1838-1839), probablement inspiré de la vie de Jean-Joseph Charlier, dit « Jambe-de-Bois », ancien militaire des guerres napoléoniennes et volontaire dans le corps franc liégeois de 1830, mené par Charles Rogier. Il y exprimait les sentiments d'un homme du peuple résigné, entraîné dans la tourmente de la guerre en tant que soldat de Napoléon puis du royaume uni des Pays-Bas qu'il finira par déserter. À la fin de la chanson, il monte à Bruxelles à la révolution belge et se bat comme un lion. Mais, plus tard, il fustige ceux qui ont pris le pouvoir dans la toute jeune Belgique, et qui n'ont prévu aucune pension pour les combattants de la révolution anti-néerlandaise.
Il publia d'autres poèmes:
- Quelques chansons wallonnes par l'auteur du Pantalon trawé.
- Poésies wallonnes par l'auteur du Pantalon trawé (1842).

Il écrivait des fables en wallon imitant les fables de La Fontaine.
Il devient ainsi l'un des pionniers de la renaissance du wallon et le confirme également en 1856 comme cofondateur de la Société de littérature wallonne, même s'il n'est pas toujours d'accord avec le mode d'écriture proposé par cette association.
Il s'intéresse également à la lexicologie et à l'archéologie. Il a été vice-président de l'Institut archéologique liégeois. 
Il a publié plusieurs ouvrages pédagogiques. Son Syllabaire chrétien a atteint un tirage de plus de 500 000 exemplaires.